# Stella Kadmon
Stella Kadmon (ur. 16 lipca 1902 w Wiedniu, zm. 12 października 1989, tamże) – austriacka aktorka teatralna i kabaretowa, pochodzenia żydowskiego.

## Biografia
Była córką urzędnika Moritza Kadmona i pianistki Malvine z d. Nelken. Kształciła się w Konserwatorium Wiedeńskim, ukończyła także seminarium Maxa Reinhardta. Od 1922 pracowała w teatrach w Linzu i w Morawskiej Ostrawie. Pod wpływem Fritza Grünbauma rozpoczęła karierę kabaretową. W 1926 zadebiutowała w wiedeńskim kabarecie Pavillon śpiewając utwory Grünbauma. Po sukcesach w Wiedniu występowała w kabaretach Monachium, Berlina i Kolonii. W 1931 współtworzyła pierwszy w Wiedniu polityczny teatr małych form Der Liebe Augustin, Teatr działał w piwnicy Cafe Prückel, a Kadmon kierowała nim do 1938.

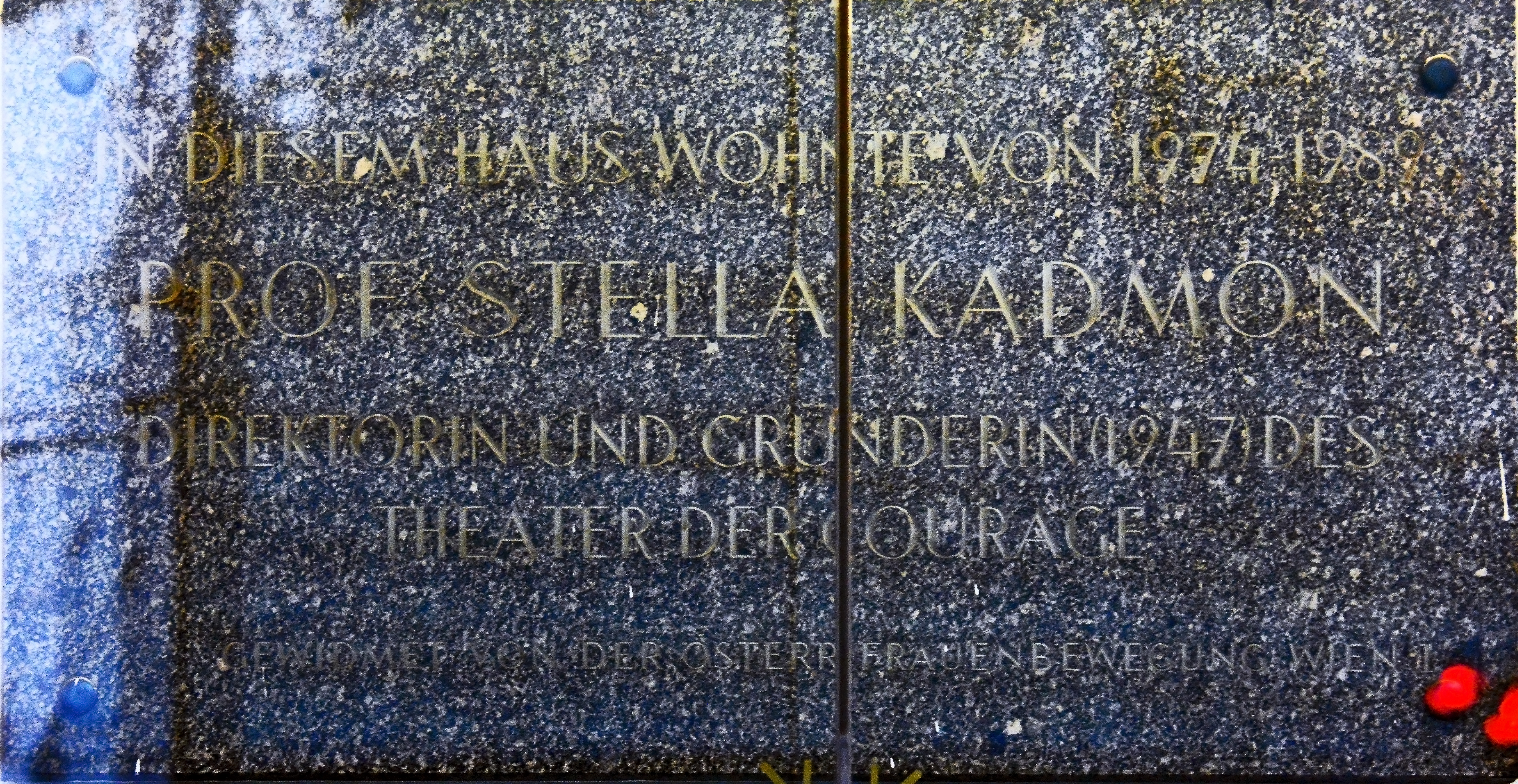
Tablica pamiątkowa poświęcona Stelli Kadmon w Wiedniu

Po przejęciu władzy przez narodowych socjalistów Kadmon wyemigrowała z Wiednia i osiedliła się początkowo w Belgradzie, a następnie w Tel Awiwie. Tam w kwietniu 1940 założyła kabaret Papillon, a także organizowała spotkania poświęcone niemieckiej literaturze. Po powrocie do Wiednia związała się ponownie z teatrem Der Liebe Augustin, który został reaktywowany przez Fritza Eckharta. Pod wpływem Stelli Kadmon teatr przekształcił się w scenę awangardową. Sukcesem zakończyła się w 1948 premiera Strachu i nędzy III Rzeszy Bertolta Brechta. Z czasem teatr z inicjatywy Kadmon zmienił nazwę na Theater de Courage, stając się jedną z wiodących scen Wiednia, podejmując kontrowersyjną dla społeczeństwa austriackiego tematykę antyfaszyzmu i pacyfizmu. Kadmon pracowała w teatrze jako aktorka, reżyser i dyrektorka do roku 1981.
Wystąpiła w dwóch filmach fabularnych.